# Mitchell (Dakota Południowa)
Mitchell – miasto w Stanach Zjednoczonych, w stanie Dakota Południowa, stolica hrabstwa Davison.